# Casale Marittimo
Casale Marittimo é uma comuna italiana da região da Toscana, província de Pisa, com cerca de 1.006 habitantes. Estende-se por uma área de 14 km², tendo uma densidade populacional de 72 hab/km². Faz fronteira com Bibbona (LI), Cecina (LI), Guardistallo.

## Demografia
| Variação demográfica do município entre 1861 e 2011                               |
|                                                                                   |
| Fonte: Istituto Nazionale di Statistica (ISTAT) - Elaboração gráfica da Wikipedia |